# Adelchis
Adelchis was prins van Benevento van 854 tot 878. Adelchis was een zoon van Radelchis I en de jongere broer van Radelgar. Toen Radelgar in 854 stierf was zijn zoon Gaideris nog een kind en kreeg Adelchis de prinselijke titel.

## Levensloop
Rond 860 viel de emir van Bari Sawdan het prinsdom binnen en eiste een jaarlijkse schatting. Adelchis riep de hulp in van koning Lodewijk II van Italië. De verovering van het emiraat Bari duurde van 866 tot 871. Na de verovering van Bari probeerde Lodewijk II zijn greep op de Mezzogiorno te vergroten. Schrik om zijn positie te verliezen nam Adelchis, Lodewijk en zijn familie gevangen. Adelchis liet Lodewijk in 872 vrij op voorwaarde dat hij niet meer zou terugkeren en geen wraak zou nemen.
Kort nadien vielen de Aghlabiden het Vorstendom Salerno aan, koning Lodewijk liet begaan. Adelchis vroeg nu hulp aan de Byzantijnen. Na de dood van Lodewijk in 875 en de moord op Adelchis in 878 begonnen de Byzantijnen met de herovering van Zuid-Italië en vestigden daar het thema Longobardia.
- Gemeinsame Normdatei: 102418667
- Virtual International Authority File: 59476559